# Кафедральний собор Успіння Пресвятої Діви Марії (Одеса)
Кафедральний собор Успіння Пресвятої Діви Марії (пол. Katedra Wniebowzięcia Najświętszej Maryi Panny) — римо-католицький кафедральний собор Одеси, головний собор Одесько-Сімферопольської дієцезії. Собор присвячений Внебовзяттю Пресвятої Діви Марії.

## Історія
Будівництво храму було розпочато у 1847 році за проектом архітектора Франческо Моранді (Francesco Morandi). Проект був допрацьований і завершений польським архітектором Феліксом Гонсьоровським, який і завершив розбудову.
Храм консекрував (посвятив) 16 серпня 1853 року єпископ Фердинанд Канн. В честь посвячення храму доктор Рено подарував ікону Божої Матері — оригінал роботи відомого флорентійського художника XVII століття Карло Дольче. Крім того, Ольга Потоцька подарувала храму копію картини Рафаеля «Вознесіння Пресвятої Богородиці», виконану у вигляді ікони художником Фішером. За заповітом Михайла Микулича собору передали 12 мармурових фігур апостолів італійської роботи, а також 4 фігури євангелістів. Папа Пій IX подарував собору мармурову хрестильню. Художники Дюссельдорфа подарували 14 картин Хресної Дороги на честь консекрації храму. У соборі було 120 дубових лавок, шість великих бронзових люстр. Ліворуч від входу до храму висів образ Святого Роха — захисника від епідемій, а також срібне панікадило із написом французькою «В пам'ять про чуму 1812 року», у якому горів вічний вогонь.
У 1935 році комуністична влада закрила собор і відкрила в ньому болгарсько-німецький клуб. Деякі цінні речі вдалось зберегти, оскільки їх перенесли до Костелу Святого Петра: ікону Внебовзяття Пресвятої Богородиці, 14 картин Хресної Дороги, мармурову хрестильню, декілька рядів лавок, сповідальню. На початку німецько-радянської війни німці повернули католицькій громаді собор. Але в 1949 році його знову відібрали в людей, колони знесли, мармур розбили, всередині збудували декілька поверхів — храм перебудували на спортивну залу.
У 1980—1990-х роках розпочався рух за повернення громаді храму. 9 серпня 1991 року отець-прелат Тадеуш Хоппе отримав ключі від будівлі храму. З того часу храм відновлювався настоятелями собору — отцями Ігнатієм Риндзьонкою, Яном Домбалем і Віктором Щавінським. Були відновлені меморіальні дошки на місцях поховань О. Ланжерона і В. Липського. У 2003 році з церкви Св. Петра повернули ікону Внебовзяття Пресвятої Богородиці, зображення Хресної Дороги, хрестильницю.

## Структура храму
Храм розрахований на приблизно 2000 віруючих, побудований у формі хреста. Фронтони та вікна дзвіниці виконані у готичному стилі, а подвійні напівкруглі вікна та напівколони, а також восьмикутний купол — у романському стилі. Зовні стиль можна назвати сумішшю романського і готичного. До собору вели три входи, над центральним входом розташований орган.

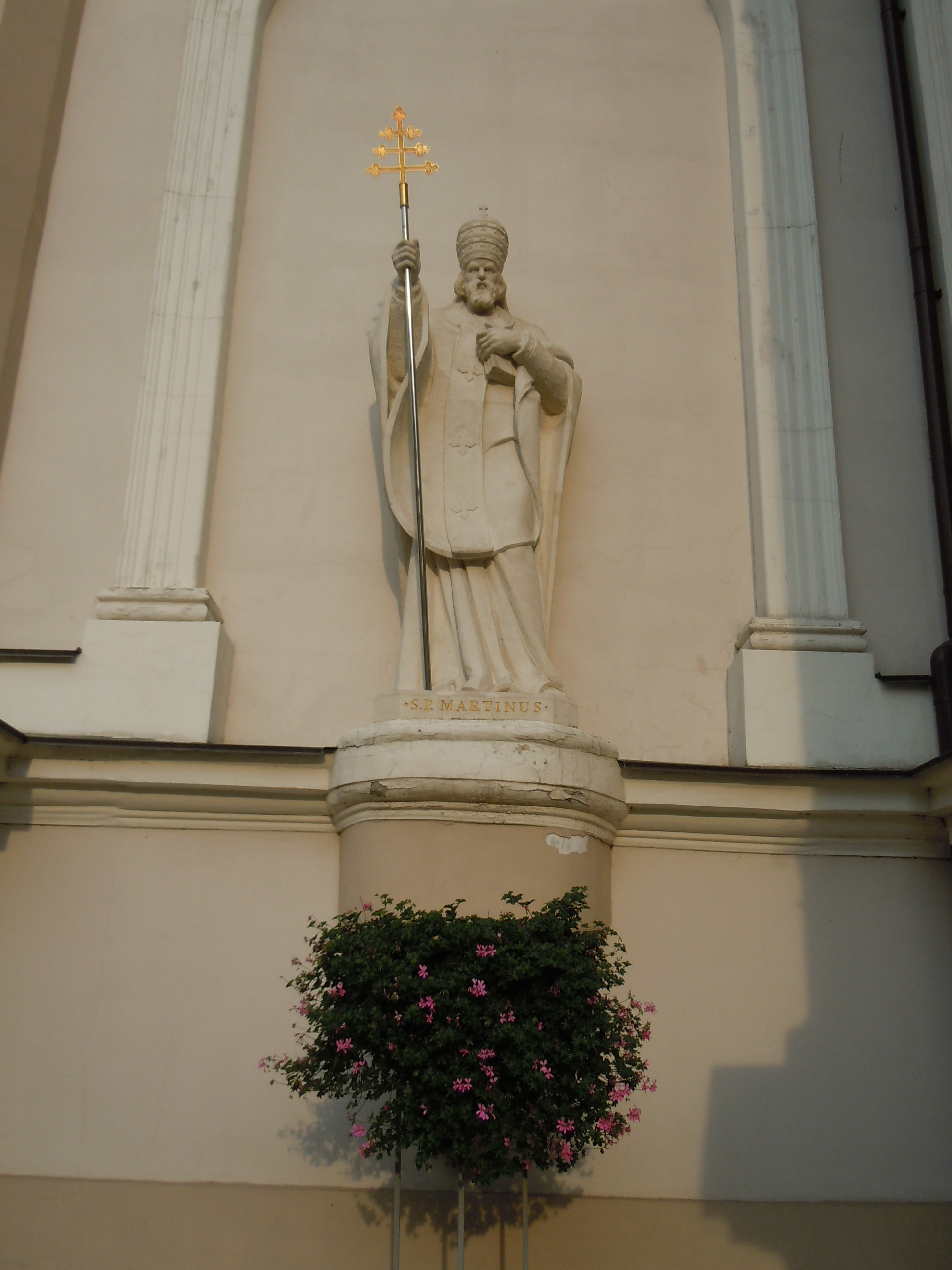
Статуя Святого Папи Мартина I ліворуч від входу до собору
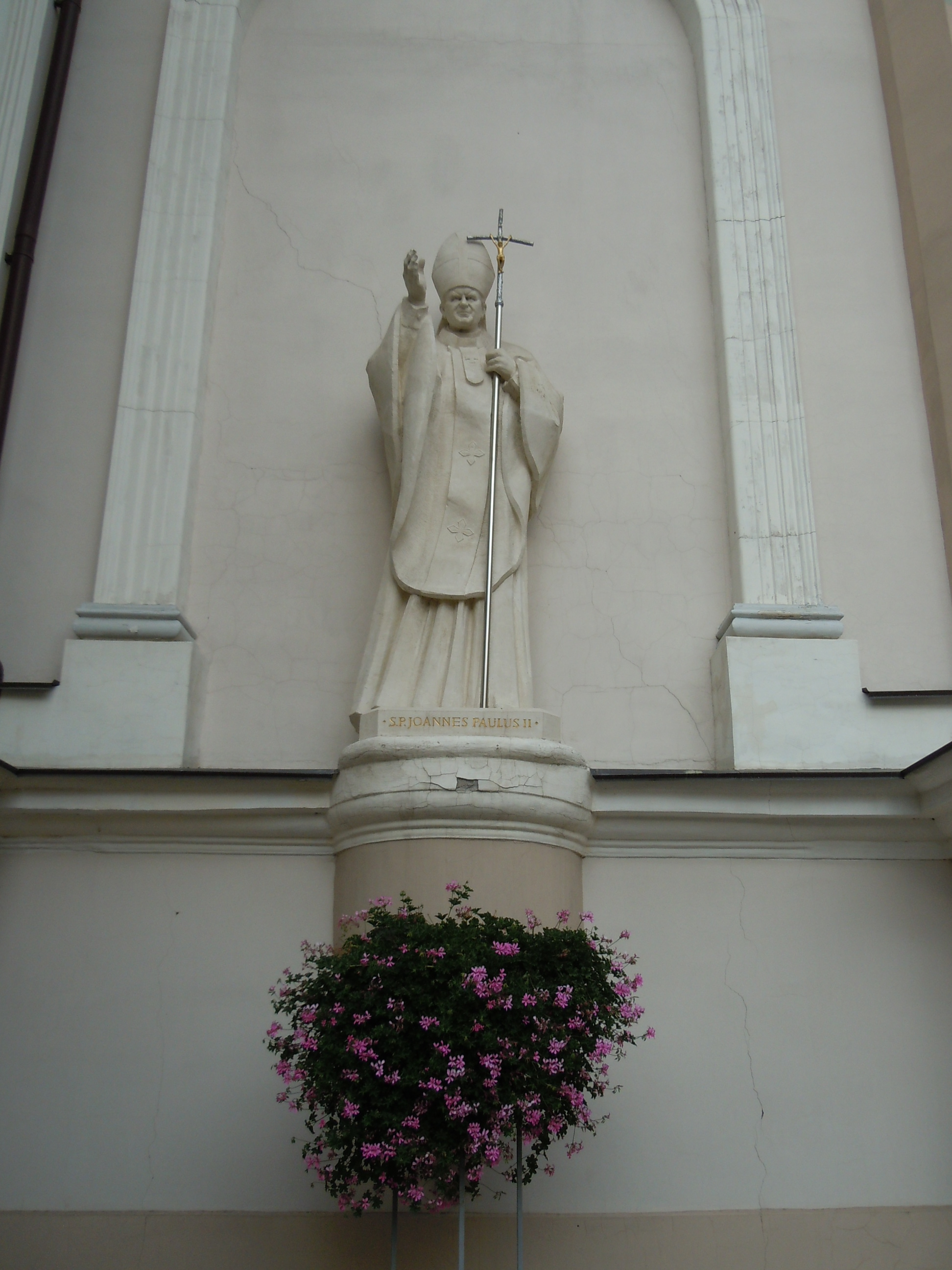
Статуя Святого Папи Івана Павла II праворуч від входу до собору
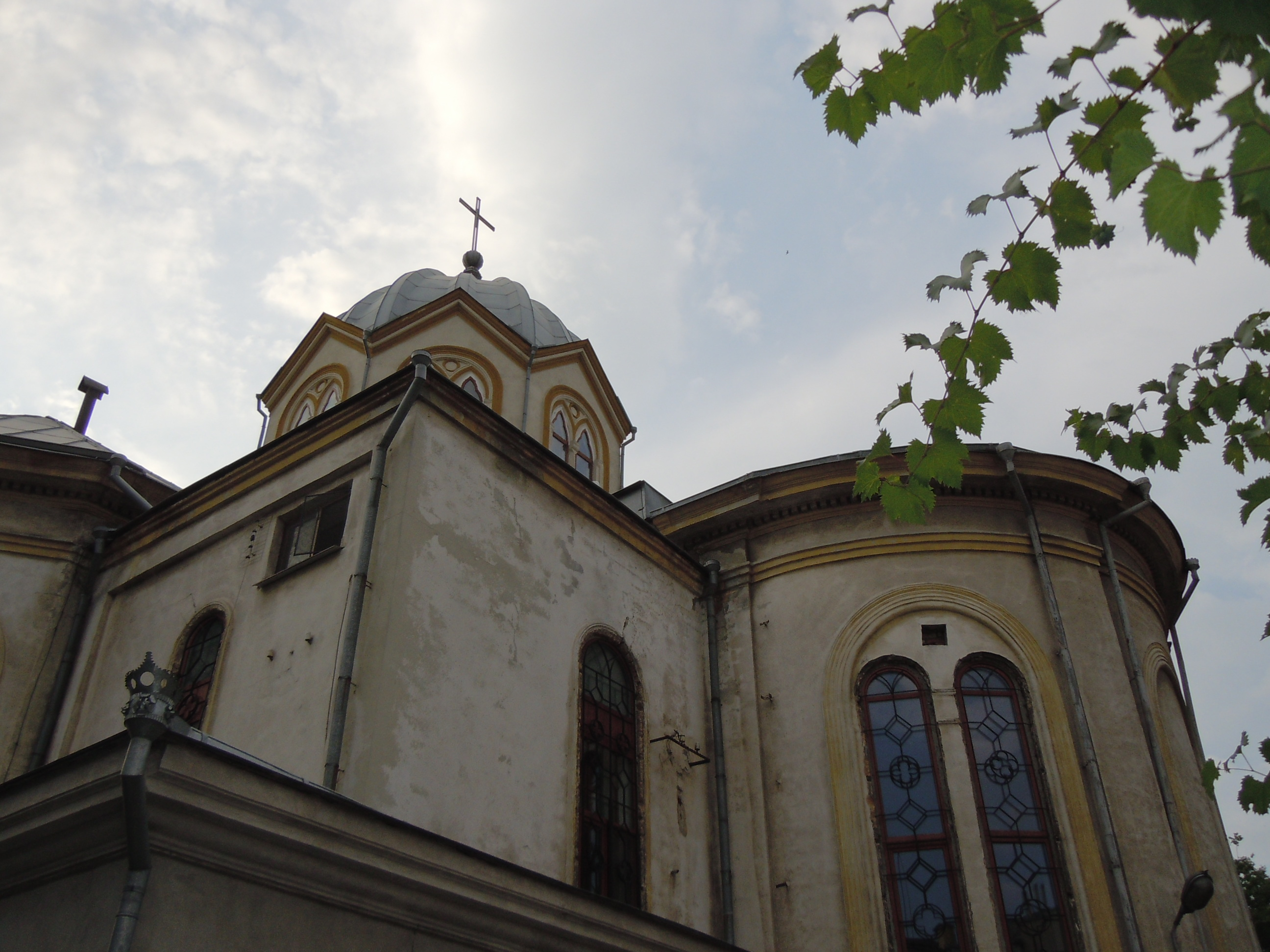
Купол храму
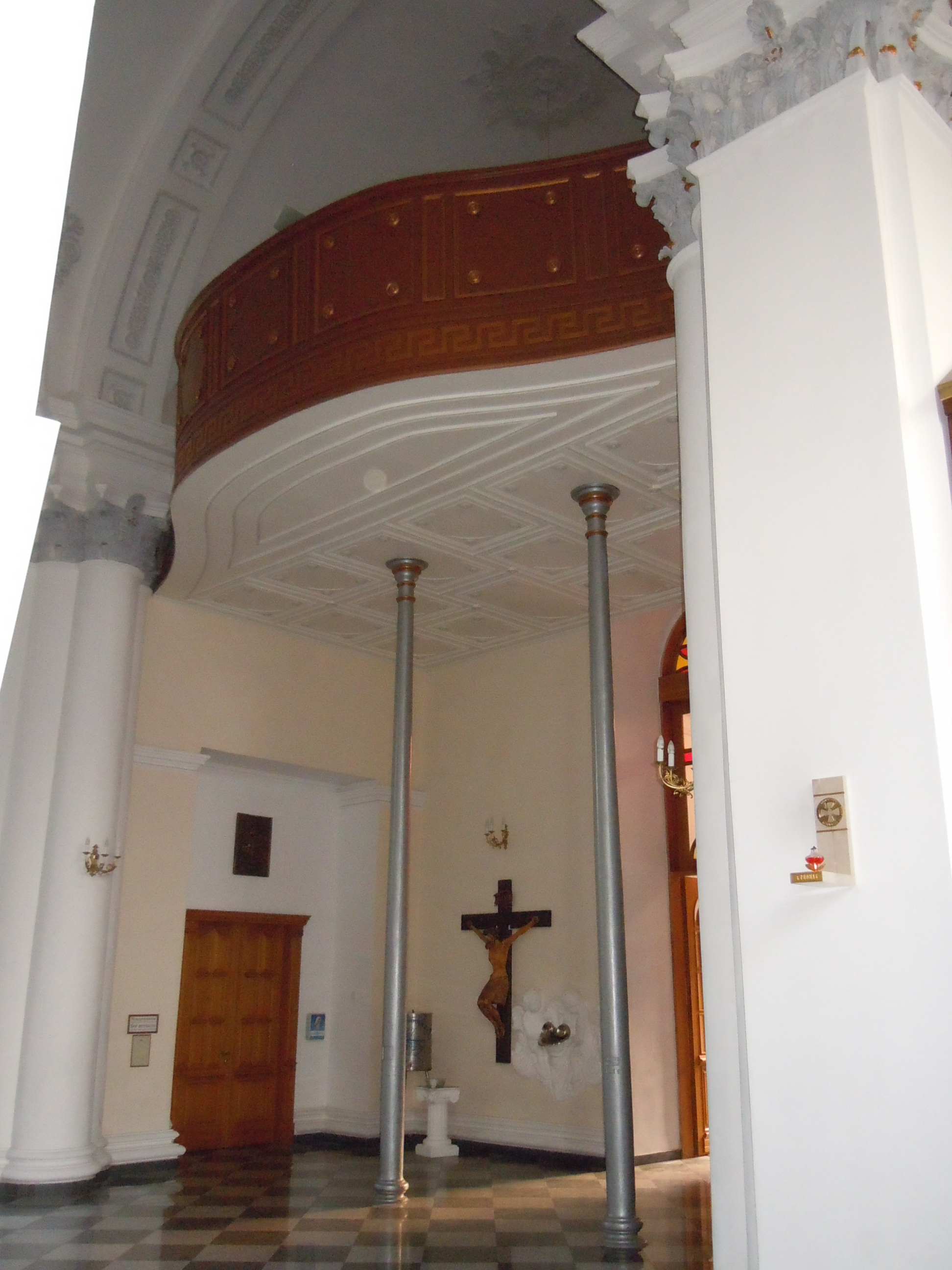
Балкон перед органом
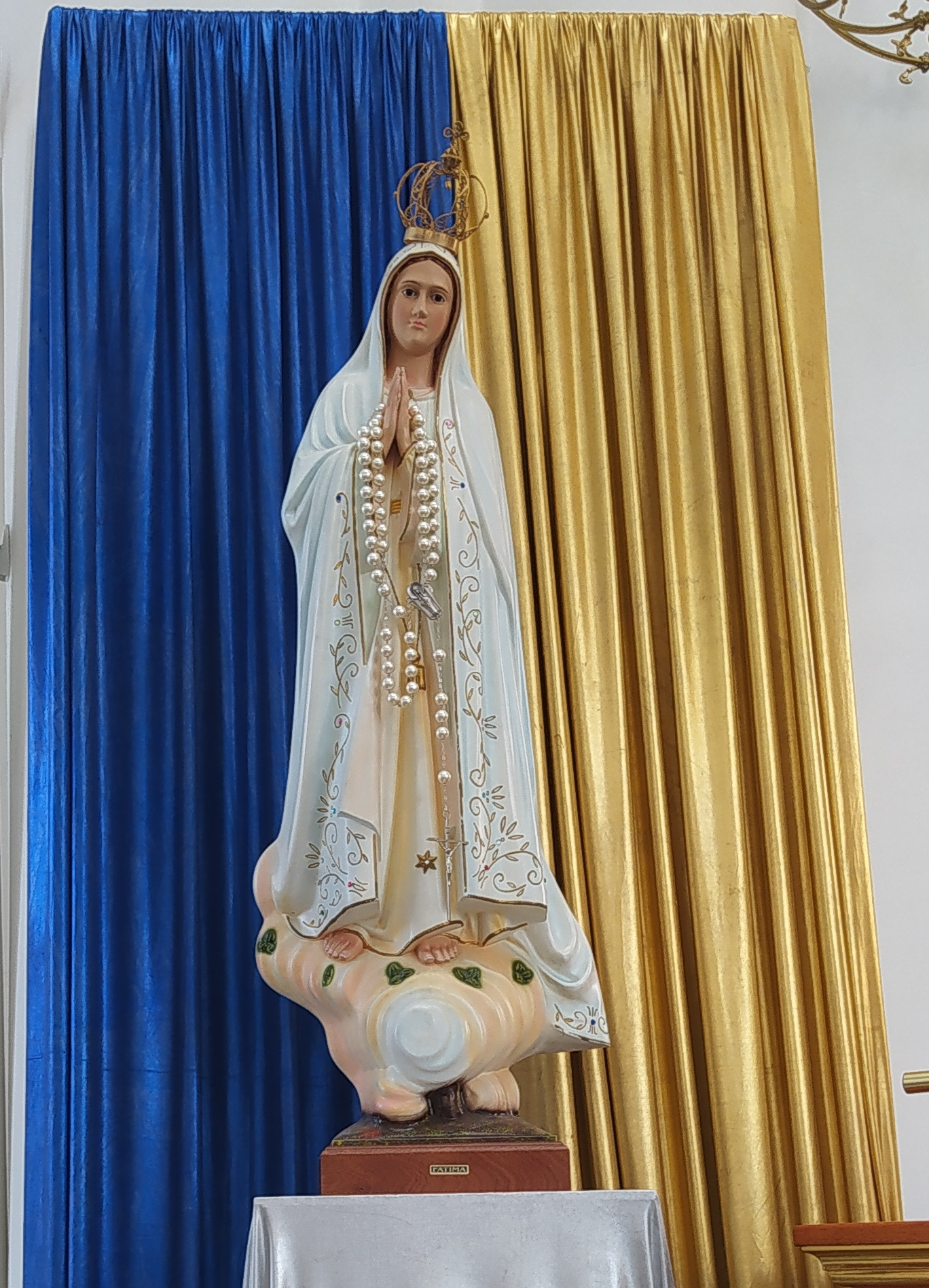
Скульптура Діви Марії Фатімської

## Поховання у соборі
У побічних навах розташовані два білих мармурових надгробки: одеського міського голови Олександра Ланжерона та отця Георгія Разутовича. В лівій наві поховані тираспольський єпископ Вікентій Липський і канонік Франц-Ксаверій Климашевський. За панування комуністів місця поховання священиків і графа Ланжерона були перетворені на ями для стрибків в довжину.

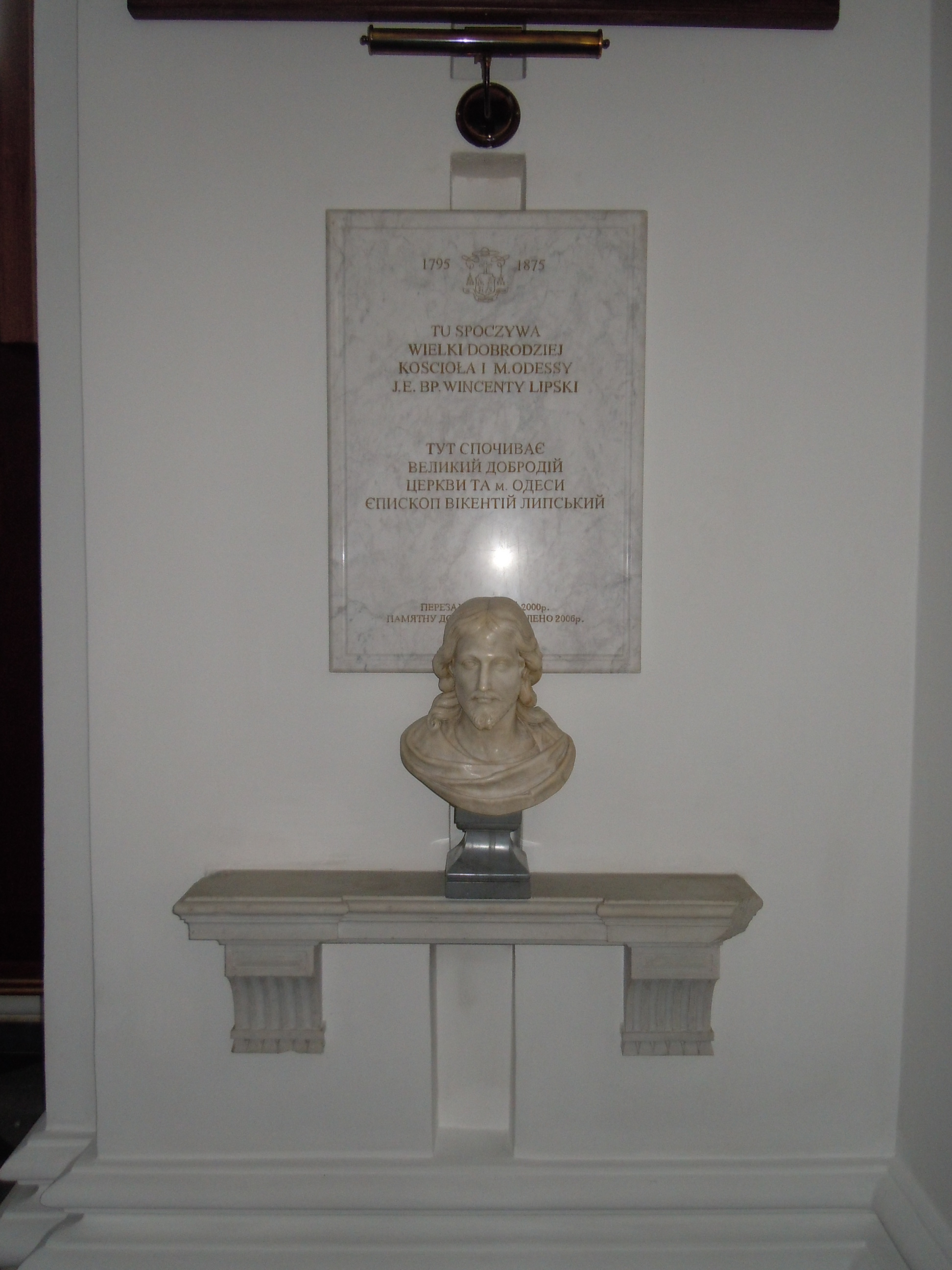
Могила єпископа Вікентія Липського
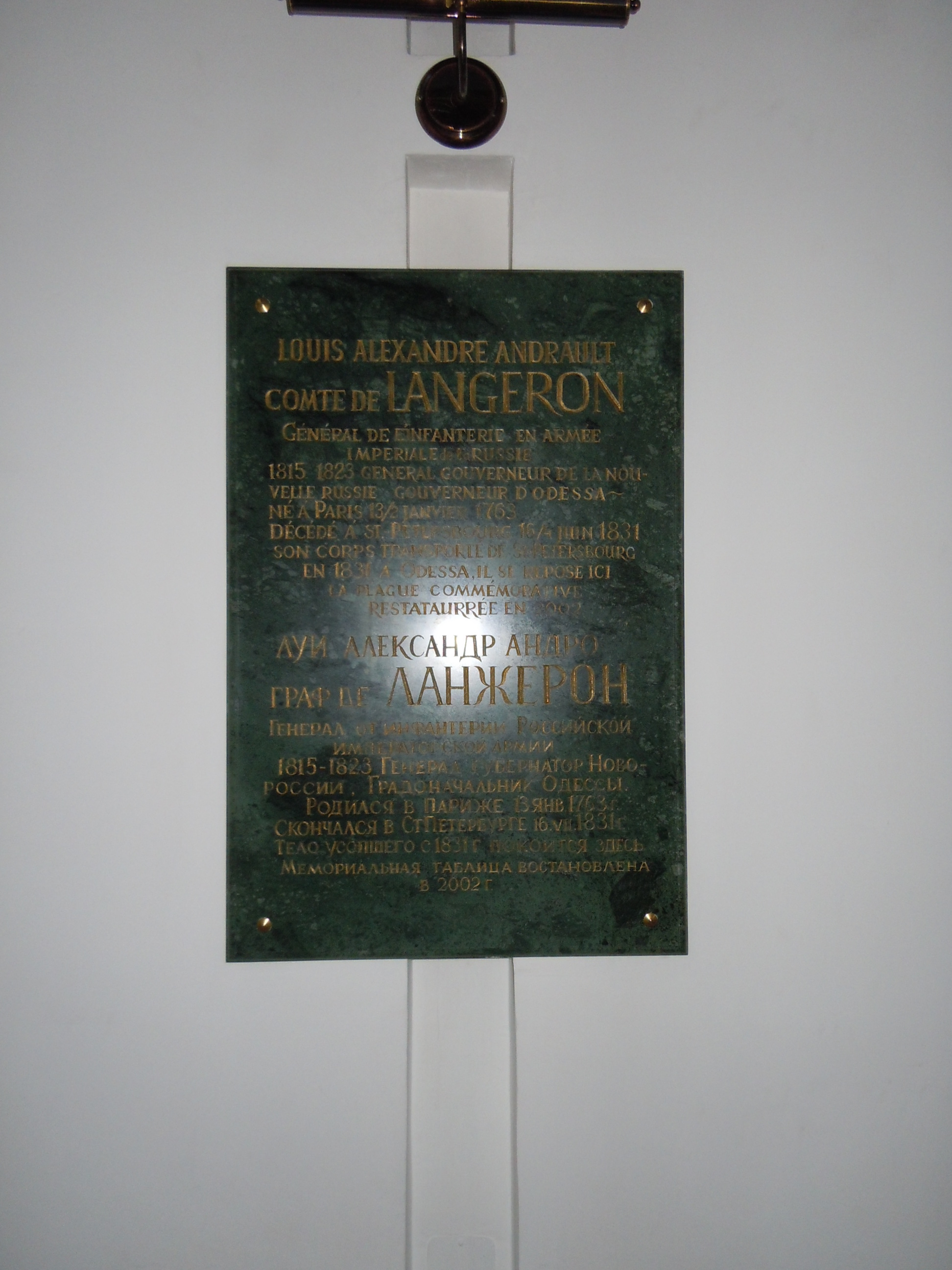
Могила міського голови Луї Олександра Андро де Ланжерон